# Cantone di Bourgoin-Jallieu
Il Cantone di Bourgoin-Jallieu è una divisione amministrativa dell'arrondissement di La Tour-du-Pin e dell'arrondissement di Vienne.
È stato costituito a seguito della riforma approvata con decreto del 18 febbraio 2014, che ha avuto attuazione dopo le elezioni dipartimentali del 2015.

## Composizione
Comprende i 14 comuni di:
- Bourgoin-Jallieu
- Châteauvilain
- Domarin
- Eclose-Badinières
- Les Éparres
- Meyrié
- Nivolas-Vermelle
- Ruy-Montceau
- Saint-Chef
- Saint-Marcel-Bel-Accueil
- Saint-Savin
- Salagnon
- Sérézin-de-la-Tour
- Succieu